# 鷹司任子
鷹司 任子（たかつかさ あつこ、文政6年9月5日（1823年10月8日） - 嘉永元年6月10日（1848年7月10日））は、後の江戸幕府第13代将軍・徳川家定がまだ家祥と名乗っていた将軍世子時代に迎えた最初の御簾中（正室）。

## 人物
関白鷹司政煕の二十三女で、兄の関白鷹司政通の養女として輿入れした。初名は有君。院号は天親院（てんしんいん）。
文政11年（1828年）11月15日に家祥と納采し、天保2年（1831年）9月15日に江戸城本丸へ入輿。天保12年（1841年）11月6日に西御丸へ移り、11月21日（1842年1月2日）に婚儀が行われて、以後「御簾中様」と呼ばれた。
嘉永元年（1848年）6月10日、疱瘡のため26歳(満25歳)で死去。増上寺に葬られ、従二位が追贈された。戒名は天親院殿有誉慈仁智誠大姉。
家祥はこの翌年には関白一条忠良の十四女・秀子を御簾中に迎えたが、半年余り後に病を得てやはり死去。その後将軍職に就いて家定と改名した3年後に、関白近衛忠煕の養女として薩摩藩から敬子（天璋院篤姫）を御台所に迎えている。
『井関隆子日記』には、実は光格天皇の皇女で、鷹司家へ養女に行ったものとしてあるが、裏付けるそれ以外の史料はない。

## 関連作品
- 『大奥』（よしながふみ）作中は「鷹司任親」として登場。